# Alexander di Capri
Alexander di Capri (* 1974 in Fulda) ist ein deutscher Sänger (Tenor) und Schauspieler.

## Leben
Alexander di Capri studierte Gesang und Schauspiel an der Hochschule für Musik und Darstellende Kunst in Frankfurt am Main sowie an der Juilliard School in New York. Er arbeitet als Sänger, Schauspieler, Musicaldarsteller und Produzent. So verkörperte er im TV im ORF-Fernsehspiel Herzensfeinde Antonio Korsar, in der ARD-Fernsehserie Verbotene Liebe den Professor Ittershagen, spielte die männliche Hauptrolle im Theaterstück Theaterblut, den Winnetou bei den Karl-May-Festspielen in Winzendorf oder die Rolle des Oliver in Shakespeares Theaterstück Wie es euch gefällt. Auch auf Musicalbühnen trat er auf als Graf von Krolock im Musical Tanz der Vampire, als Biest in Disneys Die Schöne und das Biest oder als Erzbischof Colloredo im Musical Mozart!. Außerdem konnte man ihn als Marius und Jean Valjean in Les Misérables, als Che und Perón in Evita, als Judas und Pilatus in Jesus Christ Superstar, Bill und Sam im Musical Mamma Mia!, in der Hauptrolle des Jekyll & Hyde oder auch als Frank Farmer in Bodyguard sehen.
Auftritte hatte der Sänger auch auf der Showbühne vor dem Brandenburger Tor mit seinem eigenen Titel Besa Me (2015) und seiner Single Kommt Zusammen (2016), die er u. a. in der Barclaycard Arena, den Schlossfestspielen Schwerin und der Fürther Freiheit präsentierte. 2017 brachte Alexander di Capri die Rockoper Jesus Christ Superstar von Andrew Lloyd Webber in einer konzertanten Fassung als Produzent und Regisseur nach Hamburg ins First Stage Theater. 2019 steht er als Dr. Watson im Musical Sherlock Holmes – Next Generation in Hamburg auf der Bühne.
Alexander di Capri lebt in Hamburg, ist mit Franca Barthel, der Geschäftsführerin der Presse- und Online-Promotion-Agentur franel, verheiratet und hat ein Kind.

## TV/Theater
- 1998: ARD-TV-Film Die Ärzte (Regie: Herbert Wünning)
- 2001: ORF-TV-Film Herzensfeinde (Regie: Peter Weck)
- 2007: Theaterstück Camelot, Burgfestspiele Jagsthausen (Regie: Helga Wolf)
- 2008/09: Theaterstück Gigi, Theater an der Kö (Regie: Herbert Bötticher)
- 2009: ARD-TV-Serie Verbotene Liebe (Regie: Ulf Jansen)
- 2012: Theaterstück Winnetou II, Festspiele Winzendorf (Regie: Helga Wolf)
- 2013: RTL Italy SWAT Team (Regie: Mike Krause)
- 2013: Spielfilm Sommernacht auf Immenhof (Regie: Wiebke Pannes)
- 2014: Theaterstück Theaterblut, Sommerfestival Wustrau/Ruppiner See (Regie: Marten Sand)
- 2015: Theaterstück Wie es euch gefällt (Shakespeare), Domfestspiele Bad Gandersheim (Regie: Christian Doll)
- 2017/18: Bodyguard, Palladium Theater Stuttgart (Regie: Frank Thompson)

## Musicals
| Zeitraum  | Produktion                        | Rolle                                                      | Theater                         | Spielort             | Regie                    |
| --------- | --------------------------------- | ---------------------------------------------------------- | ------------------------------- | -------------------- | ------------------------ |
| 1998–1999 | Les Misérables                    | Marius/Enjoleras alternierend                              | Theater Duisburg                | Duisburg             | Ken Caswell              |
| 2000      | Tanz der Vampire                  | Cover Hauptrolle Graf von Krolock                          | Apollo Theater Stuttgart        | Stuttgart            | Roman Polanski           |
| 2000–2001 | Die Schöne und das Biest          | Erstbesetzung Gaston, Biest alternierend                   | B&B Promotion                   | Europatournee        | M. Davis                 |
| 2001      | Evita                             | Erstbesetzung Magaldi                                      | Stadttheater Klagenfurt         | Klagenfurt           | D. Pflegerl              |
| 2001–2002 | Mozart!                           | Erstbesetzung Graf Arco, Erzbischof Colloredo alternierend | Neue Flora                      | Hamburg              | H. Kupfer                |
| 2003–2006 | Tanz der Vampire                  | Cover Hauptrolle Graf von Krolock                          | Neue Flora                      | Hamburg              | Roman Polanski           |
| 2005      | Evita                             | Erstbesetzung Che                                          | -                               | European Summer tour | -                        |
| 2005–2006 | Les Misérables                    | Erstbesetzung Jean Valjean                                 | Theater Lüneburg                | Lüneburg             | Helga Wolf               |
| 2006–2007 | Camelot                           | Erstbesetzung King Arthur                                  | Theater Lüneburg                | Lüneburg             | Helga Wolf               |
| 2006–2007 | Evita                             | Erstbesetzung Che                                          | Theater Hagen                   | Hagen                | Peter Zeug               |
| 2006–2007 | Gaudí                             | Erstbesetzung Don Parker                                   | -                               | Deutschlandtournee   | Kim Duddy                |
| 2007      | Jekyll & Hyde                     | Jekyll alternierend                                        | Stadttheater Bozen              | Bozen                | Hans Hozbecher           |
| 2007      | Camelot (Musical)                 | Erstbesetzung King Arthur                                  | Burgfestspiele Jagsthausen      | Jagsthausen          | Helga Wolf               |
| 2007–2008 | Jesus Christ Superstar            | Erstbesetzung Judas                                        | Theater Ingolstadt              | Ingolstadt           | Pierre Wyss              |
| 2008      | Evita                             | Erstbesetzung Che                                          | Stadttheater Bremerhaven        | Bremerhaven          | Peter Griesebach         |
| 2008      | Jesus Christ Superstar            | Erstbesetzung Judas                                        | Staatstheater Kassel            | Kassel               | Thomas Dietrich          |
| 2008      | Jekyll & Hyde                     | Erstbesetzung Jekyll                                       | Burgfestspiele Bad Vilbel       | Bad Vilbel           | Egon Baumgarten          |
| 2009–2011 | Tanz der Vampire                  | Graf von Krolock alternierend                              | Ronacher Vereinigte Bühnen Wien | Wien                 | Cornelius Baltus         |
| 2010–2012 | Die Schöne und das Biest          | Erstbesetzung Biest                                        | -                               | Europatournee        | Stanislav Moša           |
| 2011      | Jesus Christ Superstar            | Erstbesetzung Pilatus                                      | Ronacher Vereinigte Bühnen Wien | Wien                 | -                        |
| 2011      | Die Schöne und das Biest          | Erstbesetzung Gaston                                       | Landestheater Magdeburg         | Magdeburg            | Helga Wolf               |
| 2011–2012 | Grease                            | Erstbesetzung Vince Fontain                                | -                               | Europatournee        | David Gilmore            |
| 2013      | Evita                             | Erstbesetzung Magaldi                                      | Landestheater Neustrelitz       | Neustrelitz          | Reinhardt Friese         |
| 2012–2013 | Evita                             | Erstbesetzung Perón                                        | Volkstheater Rostock            | Rostock              | Stephan Brauer           |
| 2013      | Jesus Christ Superstar            | Erstbesetzung Pilatus                                      | Stadttheater Bremerhaven        | Bremerhaven          | Dirk Böhling             |
| 2013–2014 | Luther! Rebell wider Willen!      | Erstbesetzung Lucas Cranach                                | Landestheater Eisenach          | Eisenach             | Tatjana Reese            |
| 2013      | Evita                             | Erstbesetzung Perón                                        | Theater Osnabrück               | Osnabrück            | Marcel Keller            |
| 2013–2014 | Weißes Rössl                      | Erstbesetzung Dr. Siedler                                  | Landestheater Eisenach          | Eisenach             | Tobias Rott              |
| 2013–2014 | Timm Thaler                       | Erstbesetzung Alexander                                    | Staatstheater Darmstadt         | Darmstadt            | Stanislav Moša           |
| 2014      | Evita                             | Erstbesetzung Perón                                        | Staatstheater Wiesbaden         | Wiesbaden            | Pascale-Sabine Chevroton |
| 2014      | Jesus Christ Superstar            | Erstbesetzung Pilatus                                      | Volkstheater Rostock            | Rostock              | Stephan Brauer           |
| 2014      | Jekyll & Hyde                     | Erstbesetzung Jekyll                                       | Musikalische Komödie            | Leipzig              | Cusch Jung               |
| 2014–2015 | Mamma Mia!                        | Cover Sam und Bill                                         | Theater des Westens             | Berlin               | Paul Gerrington          |
| 2015–2017 | Ein Käfig voller Narren           | Erstbesetzung George                                       | Comödie Fürth                   | Fürth                | Thomas Enzinger          |
| 2015      | Mamma Mia!                        | Bill                                                       | Metronom Theater                | Oberhausen           | Paul Gerrington          |
| 2015      | Jesus Christ Superstar            | Erstbesetzung Judas                                        | Domfestspiele Bad Gandersheim   | Bad Gandersheim      | Achim Lenz               |
| 2016      | Ein Käfig voller Narren           | George                                                     | Theater Regensburg              | Regensburg           | Christina Schmidt        |
| 2017      | Jesus Christ Superstar            | Erstbesetzung Pilatus                                      | First Stage Theater             | Hamburg              | Alexander di Capri       |
| 2017      | Luther! Rebell wider Willen!      | Erstbesetzung Lucas Cranach                                | Landestheater Eisenach          | Eisenach             | Tatjana Reese            |
| 2017–2018 | Bodyguard                         | Erstbesetzung Ray Court, Cover Frank Farmer                | Palladium Theater               | Stuttgart            | Frank Thompson           |
| 2018–2019 | Ein Käfig voller Narren           | Erstbesetzung George                                       | Comödie Fürth                   | Fürth                | Thomas Enzinger          |
| 2019      | Sherlock Holmes – Next Generation | Dr. Watson                                                 | First Stage Theater             | Hamburg              | Rüdiger Reschke          |
| 2019–2020 | Die Schöne und das Biest          | Erstbesetzung Biest                                        | -                               | Europatournee        | -                        |

## Konzerte
- 1999: Musical Gala Tour mit Leah de los Santos, Martin Berger, Andre Bauer
- 2000: Gala Night for NDR / NDR Studios Hamburg
- 2001: Gala Night für ProSieben / München mit Arabella Kiesbauer, Orange Blue
- 2004: Anne Welte and Friends Gala/ Saarbrücken mit Anne Welte, Uwe Kröger, Willi Welp
- 2005: Dance of the Vampires Gala/ Stuttgart mit Lillemor Spitzer, Oliver Heim
- 2006: Musicalgala/ Stuttgart mit Karin Seyfried
- 2006: Gala-Abend des Musicals/ Füssen mit Ethan Freeman, Pia Douwes
- 2006: Blickpunkt Musical Gala/ Timmendorfer Strand mit Jesper Tydén
- 2006: Gala-Abend des Musicals/ Schloss Thurn und Taxis Regensburg mit Anna Maria Kaufmann
- 2007: Gala-Abend des Musicals/ Wörtherseebühne Klagenfurt mit Uwe Kröger, Pia Douwes
- 2007: Gala-Abend des Musicals/ Neues Schloss Herrenchiemsee mit Anna Maria Kaufmann, Ethan Freeman
- 2007: Blickpunkt Musical Gala/ Fehmarn mit Lillemor Spitzer, Beatrix Reiterer
- 2007: Miss und Mister Germany/ Dortmund (Moderator und Sänger)
- 2007: Achtung kein Musical/ Fulda Stage Club mit der Original-Band des Queen-Musicals We will rock you
- 2007/2008: Gala-Abend des Musicals/ Tour mit Uwe Kröger, Beatrix Reiterer
- 2009: Musicalgala/ Stuttgart mit Asita Djavadi
- 2010: Gala-Abend des Musicals/ Tour mit Ethan Freeman, Christian Alexander Müller
- 2011: Jesus Christ Superstar in Concert/ Ronacher Vereinigte Bühnen Wien mit Drew Sarich, Rob Fowler, Caroline Vasicek
- 2012: Night of the Musicals/ Laeiszhalle Hamburg mit dem Prager Philharmonie Orchester
- 2012: Jesus Christ Superstar in Concert/ Rostock
- 2017: Jesus Christ Superstar in Concert/ First Stage Theater Hamburg
- 2019: Musical Tenors - Older but not wiser/ Stadthalle Leonberg und Teo-Otto-Theater Remscheid mit Jan Ammann, Christian Alexander Müller und Patrick Stanke

## Auszeichnungen
- 1989: 1. Place Singing Contest Talents/MTV LIVE TV Show Jugoslavia
- 1990: 1. Place Singing Contest Talents/MTV LIVE TV Show Jugoslavia
- 1991: 1. Place Singing Contest Talents/MTV LIVE TV Show Jugoslavia
- 1992: 1. Place Singing Contest Talents/MTV LIVE TV Show Jugoslavia
- 1996: 2. Place Efficiency Musical/NDR TV Germany